# Léopold-Griffuel-Preis
Der Léopold-Griffuel-Preis (Prix Fondation ARC Léopold Griffuel) wird von der Association pour la Recherche sur le Cancer (ARC) für bedeutende Leistungen auf dem Gebiet der Krebsforschung vergeben.
Der Preis wurde aufgrund des testamentarischen Nachlasses der Witwe von Léopold Griffuel gestiftet und wird seit 1970 vergeben. Er wird jährlich durch das Direktorium der ARC aufgrund einer Empfehlung eines wissenschaftlichen Beirates vergeben und ist mit 150.000 € dotiert (Stand 2017). Bewerben können sich Einzelpersonen unter 65 Jahren oder Forschergruppen bis zu sechs Personen.
Der Léopold-Griffuel-Preis zählt zu den angesehensten und höchstdotierten Forschungspreisen Frankreichs.

## Preisträger
- 1970 (01) – Joseph Burchenal, Memorial Sloan-Kettering Cancer Center, New York, USA
- 1971 (02) – Georges Barski, Institut Gustave Roussy, Villejuif, Frankreich
- 1972 (03) – Howard Martin Temin, University of Wisconsin, USA
- 1974 (04) – Georg Klein, Karolinska-Institut, Schweden
- 1975 (05) – Richard Doll, University of Oxford, Großbritannien
- 1977 (06) – Henry S. Kaplan, Stanford University, USA
- 1978 (07) – Ludwik Gross, Mount Sinai School of Medicine, USA
- 1978 (08) – Raymond Latarjet, Institut du Radium Paris, Frankreich
- 1978 (09) – Elizabeth C. Miller, MC Ardle Laboratory for Cancer Research, University of Wisconsin, USA
- 1979 (10) – Charlotte Friend, Mount Sinai School of Medicine, USA
- 1980 (11) – Vincent De Vita, National Cancer Institute, USA
- 1981 (12) – Hamao Umezawa, Institut für Mikrobiologie, Tokio, Japan
- 1982 (13) – Dominique Stehelin, Institut Pasteur, Lille, Frankreich
- 1983 (14) – Robert Gallo, National Institutes of Health, USA
- 1984 (15) – Michael Feldman, Weizmann-Institut, Israel
- 1985 (16) – Jean-Bernard Le Pecq, Institut Gustave Roussy, Frankreich
- 1986 (17) – Michael Anthony Epstein, University of Oxford, Großbritannien
- 1987 (18) – Pierre Chambon, Universität Straßburg, Frankreich
- 1988 (19) – Steven A. Rosenberg, National Cancer Institute, USA
- 1989 (20) – Everett Koop, Surgeon General of the United States (1981–1989), USA
- 1990 (21) – François Cuzin, Universität Nizza Sophia-Antipolis, Frankreich
- 1991 (22) – Umberto Veronesi, Istituto Nazionale per lo Studio e la Cura dei Tumori di Milano, Italien
- 1992 (24) – Samuel Broder, National Cancer Institute, USA
- 1993 (23) – Jérôme Lejeune, Institut de Progénèse, Paris, Frankreich
- 1994 (25) – Georges Mathé, Université Paris-Sud, Frankreich
- 1995 (26) – Pierre Potier, CNRS, Frankreich
- 1996 (27) – Pierre May, CNRS, Frankreich
- 1997 (28) – Gérard Orth, CNRS, Institut Pasteur, Frankreich
- 1998 (29) – Miroslav Radman, CNRS, Institut Jacques Monod, Frankreich
- 1999 (30) – Thierry Boon-Falleur, Institut Ludwig, Université catholique de Louvain, Belgien
- 2000 (31) – Leland Hartwell, Fred Hutchinson Cancer Research Center, USA
- 2001 (32) – Jacques Pouysségur, CNRS, Frankreich
- 2003 (33) – Kari Alitalo, Council for Health, Finnland
- 2005 (34) – Anita Roberts, National Cancer Institute, USA
- 2006 (35) – Alexander Varshavsky, California Institute of Technology, USA
- 2007 (36) – Sebastian Amigorena, Institut Curie, Frankreich
- 2008 (37) – Carlo Croce, Ohio State University, USA
- 2010 (38) – Anne Dejean-Assémat, Frankreich
- 2010 (39) – Hugues de Thé, Frankreich
- 2011 (40) – Hans Clevers, Niederlande
- 2012 (41) – Guido Kroemer, Frankreich
- 2013 (42) – Jiri Lukas, Dänemark
- 2014 (43) – Yosef Yarden, Israel, und Brunangelo Falini, Italien
- 2015 (44) – Olivier Delattre, Frankreich, und Michel Attal, Frankreich
- 2016 (45) – Riccardo Dalla-Favera, USA, und Richard Marais, Großbritannien
- 2017 (46) – Peter Carmeliet, Belgien, Martine Piccart, Belgien, Caroline Robert, Frankreich
- 2018 (47) – Laurence Zitvogel, Frankreich, Stephen Philip Jackson, Großbritannien
- 2019 (48) – Michel Sadelain, USA, Manuel Serrano, Spanien
- 2020 (49) – Stefan Pfister, Deutschland, Michael Taylor, Kanada, Hiroyuki Mano, Japan
- 2022 (50) – Timothy Ley, USA, Pasi Jänne, USA
- 2023 (51) – Sarah-Maria Fendt, Belgien, Carols Caldas, USA
- 2024 (52) – Cédric Blanpain, Belgien, Miriam Merad, USA